# Giulio Brogi
Giulio Brogi (ur. 3 maja 1935 w Weronie, zm. 19 lutego 2019 w Negrar) – włoski aktor. Wystąpił w 39 filmach i programach telewizyjnych od 1967 roku. Rozpoznawalność przyniosła mu rola w filmie Wynalazek Morela z 1974 roku, u boku Anny Kariny.

## Filmografia
- 1967: Wywrotowcy jako Ettore
- 1968: Gangster ’70 jako Ludi
- 1968: Galileusz
- 1969: Pod znakiem Skorpiona jako Rutolo
- 1970: Lew o siedmiu głowach jako Pablo
- 1970: Strategia pająka jako Athos Magnani
- 1972: Święty Michał miał koguta jako Giulio Manieri
- 1973: Miasto słońca jako Tommaso Campanella
- 1975: Gamma jako Jean Delafoy
- 1979: Łąka jako Sergio
- 1984: Podróż na Cyterę jako Alexandros
- 1991: Nosiciel teczki jako Francesco Sanna
- 1993: Tajemnica starego lasu jako Bernardi
- 1994: Sarahsarà jako Gershe
- 2000: Język świętego jako Maritan
- 2001: Jak zrobić Martini jako Albinos
- 2005: Dama kameliowa jako Aldo Germonti
- 2013: Mała Ojczyzna jako Stary mężczyzna
- 2016: Słodkich snów
- 2017: Gdzie nigdy nie mieszkałem jako Manfredi
- 2017: 1993 jako Alberto Muratori
- 2018: Dobra Ziemia jako ojciec Sergio